# Tommy Gentles
Pour les articles homonymes, voir Gentles.

a Compétitions nationales et continentales officielles uniquement.

b Matchs officiels uniquement.
Thomas Alexander "Tommy" Gentles, né le 30 avril 1934 à Johannesbourg et mort dans la même ville le 29 juin 2011, est un ancien joueur de rugby international sud-africain. Il évolue au poste de demi de mêlée.

## Carrière
Il dispute son premier test match le 6 août 1955 contre les Lions britanniques pour trois rencontres. L'année suivante il est retenu pour deux matchs pour affronter les All Blacks. 
Il fait partie de l'équipe des Springboks de 1958 qui affrontent les Français dans une série historique pour les Bleus. 
Il effectue sa carrière au sein de la province de Western Province.

## Palmarès
- 6 sélections
- Sélections par saison : 3 en 1955, 2 en 1956, 1 en 1958.